# Йолдыз
Йолдыз — деревня в Спасском районе Татарстана. Входит в состав Чэчэклинского сельского поселения.

## География
Находится в юго-западной части Татарстана на расстоянии приблизительно 49 км по прямой на юго-восток по прямой от районного центра города Болгар.

## История
Основана в 1920-х годах как деревня Звезда выходцами из села Чэчэкле. Переименована в 1992 году.

## Население
Постоянных жителей было: в 1926 — 86, в 1938 — 127, в 1949 — 143, в 1958 — 134, в 1970 — 267, в 1979 — 209, в 1989 — 135, в 2002 — 141 (татары 100 %), 146 — в 2010.